# Charmes-la-Côte
Charmes-la-Côte – miejscowość i gmina we Francji, w regionie Grand Est, w departamencie Meurthe i Mozela.
Według danych na rok 1990 gminę zamieszkiwało 281 osób, a gęstość zaludnienia wynosiła 45 osób/km² (wśród 2335 gmin Lotaryngii Charmes-la-Côte plasuje się na 768. miejscu pod względem liczby ludności, natomiast pod względem powierzchni na miejscu 901.).

## Populacja

Populacja Charmes-la-Côte w latach 1962–2008